# Anna Smith (zangeres)
Anna Smith (Noorwegen, 1857 – Minneapolis, 16 juni 1906) was een Noorse zangeres.
Anne Smith werd als middelste kind van drie geboren binnen het gezin van koopman Emil Smith en Bergithe Olsen (1818-1902)
Anna Smith huwde de arts Berent Martin Berentsen (1843-1912) en vertrok naar de Verenigde Staten. Hun zoon is de in Chicago geboren architect Edgar Smith Berentsen (1895-1982). Hij zou enige jaren samenwerken met Anna’s broer Einar Smith.
Smith zong een jaar (1880) bij de opera in Berlijn en gaf jarenlang les in Minneapolis.
Enige concerten:
- 23 februari 1882: Haar eigen concert in de concertzaal van Brødrene Hals
- 17 mei 1893: een optreden tijdens World's Columbian Exposition in 1893; ze zong liederen van Otto Winter-Hjelm, Edvard Grieg en Halfdan Kjerulf